# Basel El-Garbawi
Basel El-Garbawi –en árabe, باسل الغرباوي– (Trípoli, 10 de abril de 1977) es un deportista egipcio que compitió en judo. Ganó dos medallas en los Juegos Panafricanos de 1999, y once medallas en el Campeonato Africano de Judo entre los años 1996 y 2006.

## Palmarés internacional
| Juegos Panafricanos | Juegos Panafricanos          | Juegos Panafricanos | Juegos Panafricanos |
| Año                 | Lugar                        | Medalla             | Categoría           |
| ------------------- | ---------------------------- | ------------------- | ------------------- |
| 1999                | Johannesburgo (Sudáfrica)    | Medalla de oro      | –100 kg             |
| 1999                | Johannesburgo (Sudáfrica)    | Medalla de oro      | Abierta             |
| Campeonato Africano |                              |                     |                     |
| Año                 | Lugar                        | Medalla             | Categoría           |
| 1996                | Sudáfrica (Sudáfrica)        | Medalla de oro      | –95 kg              |
| 1996                | Sudáfrica (Sudáfrica)        | Medalla de bronce   | Abierta             |
| 1998                | Dakar (Senegal)              | Medalla de oro      | –100 kg             |
| 1998                | Dakar (Senegal)              | Medalla de oro      | Abierta             |
| 2000                | Argel (Argelia)              | Medalla de oro      | –100 kg             |
| 2000                | Argel (Argelia)              | Medalla de oro      | Abierta             |
| 2002                | El Cairo (Egipto)            | Medalla de oro      | –100 kg             |
| 2002                | El Cairo (Egipto)            | Medalla de plata    | Abierta             |
| 2004                | Túnez (Túnez)                | Medalla de oro      | –100 kg             |
| 2005                | Puerto Elizabeth (Sudáfrica) | Medalla de oro      | –100 kg             |
| 2006                | Puerto Louis (Mauricio)      | Medalla de oro      | –100 kg             |